# 한형
한형(韓珩, ? ~ ?)은 중국 후한 말 원희 휘하의 정치인이다. 자는 자패(子佩)이며 유주 대군 사람이다. 원소의 아들들이 패망해가는데도 충절을 지켜 조조에게 출사하지 않았다.

## 생애
청렴하고 도량이 넓었으며, 일찍이 부모를 여의었기 때문에 형과 누이를 부모처럼 섬겨 문중에서 효자로 이름이 높았다. 유주자사 원희 밑에서 별가(別駕)를 지냈다. 205년(건안 10년) 조조가 원담을 처치하고 기주를 완전히 정복하자 초촉과 장남은 원희를 배반하여 원희와 그 동생 원상을 공격하였다. 원희와 원상은 요서오환에게로 달아났고, 초촉은 유주자사라 칭하며 유주의 모든 관리들이 조조에게 투항할 것을 백마의 피를 마셔 맹세하게 했다. 명령을 어기는 자는 목을 베겠다고 으름장도 놓으니 반항하는 이가 없었다.
한형은 자신의 차례가 되자 피를 마시지 않고 말하였다. “나는 원소 부자의 두터운 은혜를 입었소. 지금 그분들이 패망하는데도 내 지혜가 모자라 구하지도 못하고 용기마저 부족해 스스로 죽지도 못했소. 이렇게 의를 저버렸는데 조조까지 섬기는 짓은 결단코 못 하겠소!” 초촉이 그 뜻을 존중해주었다. 이를 들은 조조가 한형의 절개를 높이 사 여러 번 불렀으나 끝까지 출사하지 않고 집에서 생을 마감하였다.

## 삼국지연의
사서가 아닌 소설 《삼국지연의》에서도 같은 역할로 등장한다.

## 참고 문헌
- 《선현행장》(先賢行狀) ; 배송지 주석, 《삼국지》6권 위서 제6 원소 자담에서 인용
- 《삼국지》6권 위서 제6 원소 자담